# Hans Kolbe (Unternehmer)

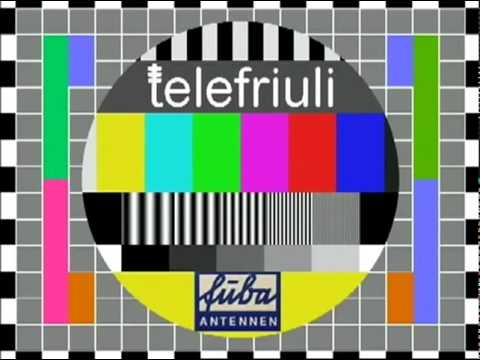
Testbild

Hans Kolbe (* 20. Januar 1927 in Wandsbek; † 2. November 2013 in Hildesheim) war ein deutscher Unternehmer.
Kolbe gründete 1951 das auf die Produktion von Nachrichtenübertragungstechnik spezialisierte Unternehmen Hans Kolbe & Co. in Hildesheim und im gleichen Jahr wurde das Unternehmen „Fuba“ in Hannover gegründet. Der Name wird schnell zum Programm, denn „Fuba“ steht für „funktechnische Bauteile“. Unter seiner Leitung wurden Produktionsstätten in Bad Salzdetfurth, Gittelde und Hildesheim errichtet sowie Tochtergesellschaften in Frankreich, den Niederlanden, Belgien, Österreich, Griechenland und Spanien gegründet. Nach der deutschen Wiedervereinigung ließ er in Dresden eines der modernsten europäischen Leiterplattenwerke errichten. 1972 wurde der Standort Bad Salzdetfurth zur Unternehmenszentrale von fuba Communication. Mit der Privatisierung der Deutschen Bundespost im Jahr 1995 verlor das Unternehmen den größten sowie bedeutendsten Kunden und musste im Jahr 1997 mit noch 700 Mitarbeitern Insolvenz anmelden.
Heute befindet sich die Fuba Vertriebs-GmbH in Münster.

## Ehrungen
- 1991: Niedersächsische Landesmedaille
- 1994: Ehrendoktor im Fach Informatik des Fachbereich Mathematik, Informatik, Naturwissenschaften der Universität Hildesheim, in Anerkennung und Würdigung seiner Verdienste um den Fortschritt der Nachrichtentechnik und Hochfrequenztechnik, seiner erfolgreichen Umsetzung wissenschaftlicher Erkenntnisse in industrielle Produkte und seiner steten Förderung der Forschung